# Distrito de Madrigal
El distrito de Madrigal es uno de los veinte distritos que conforman la provincia de Caylloma en el departamento de Arequipa, bajo la administración del Gobierno regional de Arequipa, en el sur del Perú.
Desde el punto de vista jerárquico de la Iglesia católica forma parte de la Arquidiócesis de Arequipa.

## Historia

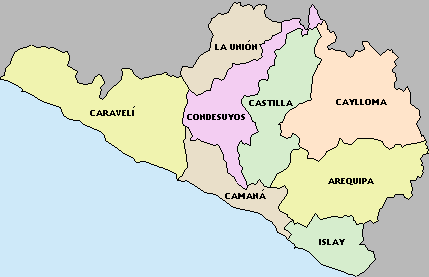
Provincias de Arequipa.

El distrito fue creado en los primeros años de la República.

## Geografía
La capital se encuentra a 193 kilómetros de Arequipa, cuatro horas de viaje en bus, en la margen derecha del río Colca a 3 262 m s. n. m. Rodeado de grandes nevados como Sabancaya, Ampato y Chotoney.

## Patrimonio
Iglesia parroquial católica bajo la advocación del Apóstol Santiago. Edificio con campanario de la época colonial, tiene una única torre con varias campanas. Destaca la campana María Angola la más grande y la más sonora de la provincia de Caylloma.
- Ciudad Antigua de Malata.
- Fortaleza de Chimpa.
- Necrópolis de Charccoya.

## Autoridades

### Municipales
- 2011-2014[4]
  - Alcalde: Florentino Silverio Chávez Castro, del Partido Aprista Peruano (APRA).
  - Regidores: Demetrio Honorato Ccahui Palma (APRA), Elmer Remberto Huanqui Chaucha (APRA), Víctor Guadalupe Ccahui Cáceres (APRA), Sergia Natividad Condori Tejada (APRA), Fredy Condori Condori (Decide)
- 2007-2010
  - Alcalde: Nicéforo Cirilo Condori Huanqui.

## Festividades

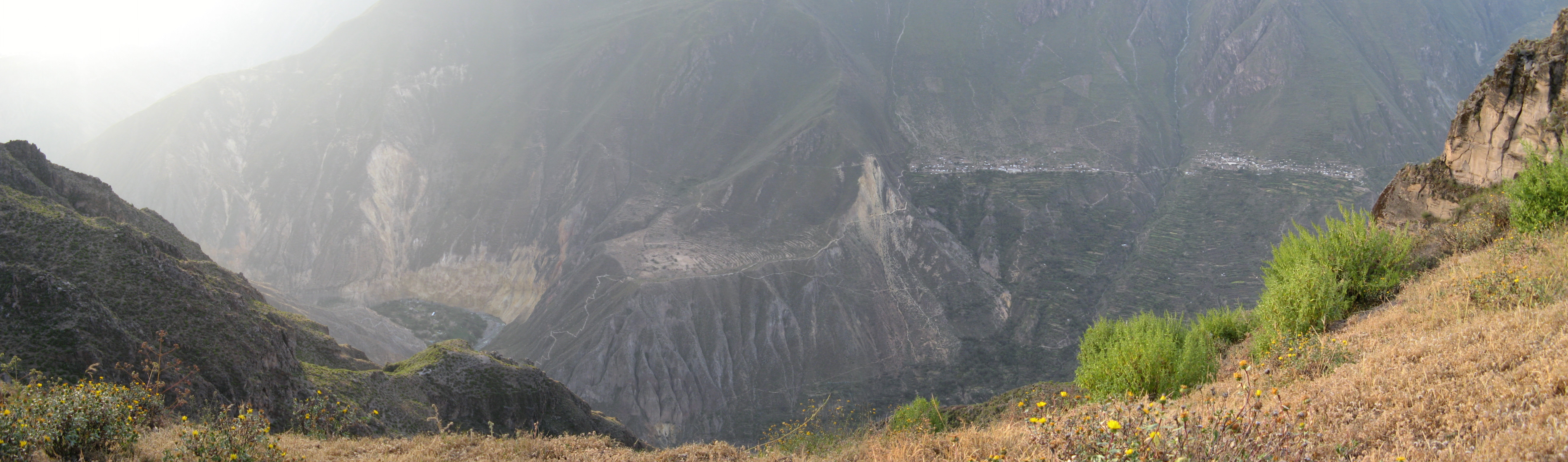
Valle del Colca. Al fondo, la fortaleza de Malata.

- Santiago Apóstol.